# ムハマディヤ

ムハマディヤ

ムハマディヤ（Muhammadiyah）とは、インドネシアで興った「イスラーム本来に戻るべき」という近代イスラーム改革運動として1912年11月18日にジャワ島中部のジョクジャカルタ（ヨグヤカルタ）で発足した団体（ムハマディヤ協会）で、K・H・アフマド・ダフラン(1868－1923年)が創立者である。その後、ジャワ島の他の地方都市やスマトラ島に広がり、全国区の団体へと成長した。ちなみにムハマディヤとは、預言者ムハンマドの「信者」あるいは「信奉者」を意味する。

## 沿革
19世紀後半、エジプトにおいて、ムハンマド・アブドゥフ、ラシード・リダーといった指導者が登場した。彼らの思想というのは、イスラームの復興に焦点が当てられていたが、あくまでも改革主義であり、近代的な西欧の知識や学問を吸収しつつ、クルアーン、ハディースに基づくイスラーム理解を進めるというものであった。
インドネシアにおいても、彼らの思想の影響が大きく、1912年の発足以来、教育を1つの柱としている。加えて、病院、産院、診療所といった医療活動をもう1つの柱と据えることによって、発展を遂げてきた。また、ムハマディヤの主張はインドネシアのイスラムはクルアーンから逸脱しており、ムスリムの不幸はそこに起因する、従って原典に帰ってアッラーの教えを正しく学び、広め、実践することによって個人の幸福と安寧および社会の福祉、民族と国家の繁栄がもたらされる、というものである。ムハマディヤは、イスラム教の根本は近代的解釈を施したコラーンとハディースであるという見解を持っていた 。

## 近代主義的性格
インドネシア最大のイスラーム団体であるナフダトゥル・ウラマー(NU)と対比されることが多いが、NUが伝統的でかつ基盤を農村に置くのに対して、ムハマディヤの基盤はどちらかといえば、都市である。また、運営に関しては、一貫した近代的合理性を貫き、メンバーシップは完全登録制、現在では、コンピュータにより会員はIDが登録されるので、正確な会員数は、瞬時に分かることが可能である。現在の会員数は、約60万人、シンパは、3000万人に達する。
政治的には、一貫して中立の立場を維持してきたが現在、もっとも結びつきが強い政党は国民信託党(PAN)である。かつてのムハマディヤ議長のアミン・ライス(Amien Rais) はスハルト政権崩壊時に同党を結成し、初代党首を務めていた。（一方のナフダトゥル・ウラマーは民族覚醒党(PKB)を創設している。）
また、学校教育を思想の柱としていることから、インドネシア最大の私立学校ネットワークを保有している。幼稚園、小学校、中学校、高校、大学まで含めた場合、その学校数は、1万以上であり、紫がかった濃紺の地に金色の文字で、ムハマディヤの学校と書かれた看板が見受けられる。

## 議長
| No | 名前                            | 就任年 | 退任年 |
| -- | ------------------------------- | ------ | ------ |
| 1  | KH Ahmad Dahlan                 | 1912年 | 1923年 |
| 2  | KH Ibrahim                      | 1923年 | 1932年 |
| 3  | KH Hisyam                       | 1932年 | 1936年 |
| 4  | KH Mas Mansur                   | 1936年 | 1942年 |
| 5  | Ki Bagoes Hadikoesoemo          | 1942年 | 1953年 |
| 6  | Buya AR Sutan Mansur            | 1953年 | 1959年 |
| 7  | KH M Yunus Anis                 | 1959年 | 1962年 |
| 8  | KH Ahmad Badawi                 | 1962年 | 1968年 |
| 9  | KH Faqih Usman                  | 1968年 | 1971年 |
| 10 | KH AR Fachruddin                | 1968年 | 1971年 |
| 10 | KH AR Fachruddin                | 1971年 | 1990年 |
| 11 | KH A Azhar Basyir               | 1990年 | 1995年 |
| 12 | Prof Dr H Amien Rais            | 1995年 | 2000年 |
| 13 | Prof Dr H Ahmad Syafi'i Ma'arif | 1995年 | 2000年 |
| 13 | Prof Dr H Ahmad Syafi'i Ma'arif | 2000年 | 2005年 |
| 14 | Prof Dr H Din Syamsuddin        | 2005年 | 2010年 |
| 15 | Prof Dr H Din Syamsuddin        | 2010年 | 2015年 |

スハルト退陣後、混迷を極めたインドネシア政治において、アミン・ライスはアブドゥルラフマン・ワヒド（NU議長から第4代大統領に就任）と並んで活躍した。当時、国権の最高機関であった国民協議会（MPR）議長を務め、ハビビおろし、ワヒドおろしのそれぞれの重要な局面において、キング・メーカー的な役割を果たした。